# Li Yixuan
Li Yixuan (chinesisch 李宜宣, Pinyin Li Yixuan; * 19. April 1997) ist eine ehemalige chinesische Tennisspielerin.

## Karriere
Li spielte hauptsächlich Turniere auf der ITF Women’s World Tennis Tour, wo sie einen Titel im Einzel gewinnen konnte.

## Turniersiege

### Einzel
| Nr. | Datum            | Turnier | Kategorie   | Belag     | Finalgegnerin     | Ergebnis      |
| --- | ---------------- | ------- | ----------- | --------- | ----------------- | ------------- |
| 1.  | 16. Oktober 2016 | Hua Hin | ITF $10.000 | Hartplatz | Katharina Lehnert | 2:6, 6:4, 6:3 |